# District de Bellesme
Le district de Bellesme est une ancienne division territoriale française du département de l'Orne de 1790 à 1795.
Il était composé des cantons de Bellesme, Ceton, Condeau, Nocé, la Perrière, Remalard et Saint-Germain de la Coudre.